# Gouvernement Tiangaye III
Ve République
Gouvernement Tiangaye II Gouvernement Nzapayeké
Le Gouvernement Tiangaye 3 est le gouvernement de la République centrafricaine du 12 juin 2013 au 27 janvier 2014. Il s’agit du deuxième et dernier gouvernement nommé par le Président Michel Djotodia.

## Composition
Le gouvernement d’union nationale et de transition Tiangaye 3 est composé du premier ministre, de 5 ministres d’État et 29 ministres.

### Premier ministre
- Premier ministre, ministre des Finances et du Budget : Nicolas Tiangaye

### Ministres d’État
- 1. Ministre d’État chargé des mines, du pétrole, de l’énergie et des hydrauliques: Herbert Gontran Djono-Ahaba (Seleka)
- 2. Ministre d’État chargé de l’équipement, des travaux publics et du désenclavement : Crépin Mboli-Goumba (opposition démocratique)
- 3. Ministre d’État chargé de la sécurité publique, de l’immigration, émigration et de l’ordre public : Noureldine Adam (CPJP fondamentale, Seleka)
- 4. Ministre d’État chargé des eaux, forêts, chasse et pêche : Mohamed Moussa Dhaffane (CSPK, Seleka)
- 5. Ministre d’État chargé de la communication, de la promotion de la culture civique et de la réconciliation nationale : Christophe Gazam Betty (Seleka)

### Ministres
- 6. Ministre de la défense nationale chargé de la restructuration de l’Armée : Michel Djotodia Am-Nondroko (UFDR, Seleka)
- 7. Ministre chargé du développement rural : Marie-Noëlle Koyara (société civile)
- 8. Ministre des postes, télécommunications et des nouvelles technologies : Henri Pouzère (Londo, opposition démocratique)
- 9. Ministre des affaires étrangères, de l’intégration africaine, de la francophonie et des Centrafricains de l’étranger : Léonie Banga-Bothy, née Mbazoa (société civile)
- 10. Ministre du commerce et de l’industrie : Harroun Amalas Amlas (société civile)
- 11. Ministre du plan, de l’économie et de la coopération internationale : Abdallah Kadre Assane (société civile)
- 12. Ministre des finances et du budget : Christophe Bremaïdou (ASD, opposition démocratique)
- 13. Ministre des transports et de l’aviation civile : Arnaud Djoubaye Abazene (société civile)
- 14. Ministre de la justice, garde des Sceaux chargé de la réforme judiciaire : Arsène Sende (société civile)
- 15. Ministre de l’administration du territoire de la décentralisation et de la régionalisation : Aristide Sokambi (société civile)
- 16. Ministre de l’enseignement supérieur et de recherche scientifique : Rainaldy Sioke (RDC, opposition démocratique)
- 17. Ministre de l’enseignement fondamental, secondaire et technique : Marcel Loudegue (MLPC, opposition démocratique)
- 18. Ministre chargé des pôles de développement : Georges Bozanga (société civile)
- 19. Ministre de l’élevage et des industries animales : Joseph Bendouga (MDREC, opposition démocratique)
- 20. Ministre de la santé publique, de la population et de la lutte contre le VIH/SIDA : Aguide Soumouck (société civile)
- 21. Ministre de la promotion des petites et moyennes entreprises : Guy Simplice Adouma-Issa (société civile)
- 22. Ministre chargé du travail, de l’emploi, de la formation professionnelle et de la Sécurité sociale : Bounandele Koumba
- 23. Ministre de l'habitat et du logement : Jérémie Tchimanguere (société civile)
- 24. Ministre de l’urbanisme, du cadastre et de la réforme Foncière : Rizigala Ramadane  (société civile)
- 25. Ministre du développement du tourisme et de l’artisanat : Mahamat Ataib Yacoub (société civile)
- 26. Ministre chargé du programme Désarmement, Démobilisation et Réinsertion (DDR) : Zéphirin Mamadou (société civile)
- 27. Ministre chargé de la fonction publique et de la réforme administrative : Gaston Mackouzangba (ex-majorité présidentielle)
- 28. Ministre chargé de l’économie sociale et de la micro finance : Mathieu Ngoubou (société civile)
- 29. Ministre des affaires sociales, de la solidarité nationale et de promotion du genre : Lucile Mazangue Blay-Eureka (société civile)
- 30. Ministre chargé de la promotion des arts et de la culture : Bruno Yapande (PNCN, ex-majorité présidentielle)
- 31. Ministre de l’environnement, de l’écologie et du développement durable : Paul Doko (société civile)
- 32. Ministre des droits de l’Homme chargé de la coordination de l’action humanitaire : Claude Lenga (KNK, ex-majorité présidentielle)
- 33. Ministre chargé du Secrétariat Général du Gouvernement et des relations avec les institutions : Harold Ahamat Deya (société civile)
- 34. Ministre chargé de la Jeunesse et des Sports : Abdoulaye Hissène (CPJP)